# Ludwig Bieringer
Ludwig Bieringer (12 août 1892 à Metz - 22 janvier 1975 à Hanovre) est un général allemand de la Seconde Guerre mondiale. Il fut responsable de l’approvisionnement du Groupe d'armées A de juin 1942 à avril 1943.

## Biographie
Ludwig Bieringer naît le 12 août 1892, à Metz, une ville de garnison animée d'Alsace-Lorraine. Avec sa ceinture fortifiée, Metz est alors la première place forte du Reich allemand, constituant une pépinière d'officiers supérieurs et généraux. Comme son compatriote Ernst Schreder, le jeune Ludwig se tourne naturellement vers le métier des armes. Il s’engage en tant que porte-drapeau dans la 8e détachement du train rhénan à Coblence, le 19 juillet 1913. 

### Première Guerre mondiale
À la veille de la guerre, Ludwig Bieringer est promu Leutnant, sous-lieutenant. Pendant toute la durée de la Première Guerre mondiale, Ludwig Bieringer sert comme officier subalterne dans le 7e corps d'armée. Il sert comme chef de colonne, puis chef de bataillon au 137e bataillon d'artillerie. Il termine la guerre comme Oberleutnant, premier lieutenant.

### Entre-deux-guerres
Après la guerre, le lieutenant Bieringer est transféré au 8e bataillon du Train jusqu’au 31 mars 1919. Il est nommé officier d’ordonnance du général von Roden, avant d’être nommé adjudant dans la Reichswehr, la nouvelle armée allemande. De mars 1921 à mai 1926, Bieringer fait fonction d'officier de compagnie dans différents bataillons de Transport. Le 1er mai 1926, le lieutenant Bieringer est nommé chef d’escadron du 5e bataillon de transport, avant d'être promu Rittmeister, soit capitaine de cavalerie. Ludwig Bieringer est nommé officier d’État-major de la 7e Division, le 1er mai 1933. Il est promu Major, commandant, le 1er août 1934. Le commandant Bieringer prend la tête du 7e bataillon de transport motorisé le 15 octobre 1935. Le 1er janvier 1937, Bieringer est promu Oberstleutnant, lieutenant-colonel. Bieringer est nommé directeur à l’école de Hanovre le 12 octobre 1937, fonction qu’il assume jusqu’en août 1939.

### Seconde Guerre mondiale
Lorsque la guerre éclate, le lieutenant-colonel Bieringer est nommé chef du ravitaillement (541), fonction qu’il assume jusqu’en août 1940. Bieringer est mis en disponibilité d'août à septembre 1940. Promu Oberst, colonel, le 1er janvier 1940, Bieringer est de nouveau chef du ravitaillement (561) jusqu’en juin 1942. Toujours officier d'état-major, il est nommé responsable de l’approvisionnement du Groupe d'armées A, de juin 1942 à avril 1943. Mis en disponibilité d'avril à juin 1943, Bieringer est promu Generalmajor, général de brigade, le 1er juillet de la même année. 
Le général Bieringer est de nouveau nommé responsable de l’approvisionnement, cette fois en Italie, le 1er juin 1943. Il occupe cette fonction jusqu'au 20 septembre 1943. Mis en disponibilité dans la Führerreserve le 20 septembre 1943, Bieringer est détaché à la Feldkommandantur de Besançon (FK 560),était présent par intérim au procès des membres du groupe Guy Mocquet,Marius Vallet et Alsace en date du 15 septembre 1943 puis le 15 novembre 1943. 
Le 1er avril 1944, le général Bieringer est nommé Feldkommandeur à Draguignan (FK800). À ce poste, il est fait prisonnier par les Alliés, peu après le débarquement de Provence, le 18 août 1944. Bieringer sera libéré le 13 mai 1947. 
Ludwig Bieringer décédera le 22 janvier 1975, à Hanovre, en Allemagne.

## État des services
- Fähnrich (1er août 1914);
- Leutnant (7 août 1914);
- Oberleutnant (22 mars 1918);
- Rittmeister (1er juin 1926);
- Major (1er août 1934);
- Oberstleutnant (1er janvier 1937);
- Oberst (1er janvier 1940);
- Generalmajor (1er juillet 1943)

## Distinctions
- Croix de fer 1939, 1re et 2e classe.
- Croix de fer 1914, 1re et 2e classe.
- Croix de Frédéric-Auguste, 2e classe.
- Croix d'honneur.
- Médaille de service de longue durée de la Wehrmacht, 1re classe.
- Médaille du Front de l'Est.